# Rio Glória
Rio Glória är ett vattendrag i Brasilien.   Det ligger i delstaten Minas Gerais, i den sydöstra delen av landet, 800 km sydost om huvudstaden Brasília.
Omgivningarna runt Rio Glória är huvudsakligen savann. Runt Rio Glória är det ganska glesbefolkat, med 45 invånare per kvadratkilometer.